# Blaesoxipha pacifica
Blaesoxipha pacifica är en tvåvingeart som beskrevs av Yu. G. Verves 1993. Blaesoxipha pacifica ingår i släktet Blaesoxipha och familjen köttflugor. Inga underarter finns listade i Catalogue of Life.